# Nati nel 1914/Luglio
| Questa pagina contiene informazioni ricavate automaticamente dalle voci biografiche con l'ausilio del template Bio e di un bot. L'aggiornamento è periodico e automatico e ricostruisce completamente la pagina. Se manca una persona in questa lista, sei pregato di non aggiungerla, ma accertati piuttosto che la sua voce biografica contenga il template Bio e che i dati anagrafici siano correttamente compilati. Se il template Bio manca, inseriscilo tu stesso o, in alternativa, metti l'avviso {{tmp\|Bio}} che ne segnala la mancanza. Se i dati riportati sono sbagliati, correggi direttamente la voce biografica; le modifiche saranno visibili in questa lista entro pochi giorni. Per chiarimenti vedi il progetto biografie. La lista contiene solo le 152 persone che sono citate nell'enciclopedia e per le quali è stato implementato correttamente il template Bio. Pagina aggiornata al 10 ago 2025. |

- 1º luglio - Ahmed Hasan al-Bakr, generale e politico iracheno († 1982)
- 1º luglio - Christl Cranz, sciatrice alpina, allenatrice di sci alpino e saggista tedesca († 2004)
- 1º luglio - Michael Wilson, sceneggiatore statunitense († 1978)
- 2 luglio - Alojs Andritzki, presbitero tedesco († 1943)
- 2 luglio - Rocco Polimeni, militare italiano († 1941)
- 2 luglio - Tullio Porcelli, militare italiano († 1940)
- 2 luglio - Antonio Sánchez Valdés, calciatore e allenatore di calcio spagnolo († 2005)
- 2 luglio - Reg Tomlinson, calciatore inglese († 1971)
- 2 luglio - Erich Topp, ammiraglio tedesco († 2005)
- 3 luglio - George Bruns, compositore statunitense († 1983)
- 3 luglio - Heinz Ditgens, calciatore e allenatore di calcio tedesco († 1998)
- 3 luglio - Don Haggerty, attore statunitense († 1988)
- 3 luglio - Fernando Paggi, direttore d'orchestra e musicista italiano († 1973)
- 3 luglio - Marmaduke Pattle, militare e aviatore sudafricano († 1941)
- 3 luglio - Carl Scarborough, pilota automobilistico statunitense († 1953)
- 3 luglio - Fulvio Vernizzi, direttore d'orchestra italiano († 2005)
- 4 luglio - Nuccio Bertone, imprenditore italiano († 1997)
- 4 luglio - Enrica Dyrell, attrice tedesca († 2006)
- 4 luglio - Francesco Fuschini, presbitero e scrittore italiano († 2006)
- 4 luglio - Baruch Korff, rabbino statunitense († 1995)
- 4 luglio - Osvaldo Tordi, pittore italiano († 1949)
- 4 luglio - Mary Wills, costumista statunitense († 1997)
- 5 luglio - Alain de Boissieu, generale francese († 2006)
- 5 luglio - Werner Buchwalder, ciclista su strada svizzero († 1987)
- 5 luglio - Annie Fischer, pianista ungherese († 1995)
- 5 luglio - Albino Garzetti, storico italiano († 1998)
- 5 luglio - Eduardo Herrera Bueno, calciatore spagnolo († 1991)
- 5 luglio - Antonio Rinaldi, poeta e giornalista italiano († 1982)
- 6 luglio - Otto Bumbel, allenatore di calcio brasiliano († 1998)
- 6 luglio - Federico Colinelli, militare italiano († 1943)
- 6 luglio - Viola Desmond, imprenditrice canadese († 1965)
- 6 luglio - Nick Frascella, cestista statunitense († 2000)
- 6 luglio - José García Nieto, poeta e scrittore spagnolo († 2001)
- 6 luglio - Vincent J. McMahon, imprenditore statunitense († 1984)
- 7 luglio - Francesco Aurelio Di Bella, aviatore e politico italiano († 1972)
- 7 luglio - David Grogan, pallanuotista britannico († 1993)
- 7 luglio - Wilhelm Holec, calciatore austriaco († 1944)
- 7 luglio - Solita Salgado, aviatrice e nuotatrice colombiana († 1987)
- 7 luglio - Aldo Tambone, cestista italiano
- 8 luglio - Billy Eckstine, cantante statunitense († 1993)
- 8 luglio - Arthur Edward Ellis, arbitro di calcio inglese († 1999)
- 9 luglio - Rosario Lo Verde, imprenditore e dirigente sportivo italiano († 2008)
- 9 luglio - Willi Stoph, politico e generale tedesco († 1999)
- 10 luglio - Sebastiano Paradiso, pittore e scultore italiano († 1983)
- 10 luglio - Joe Shuster, fumettista canadese († 1992)
- 10 luglio - Paul Vario, mafioso statunitense († 1988)
- 11 luglio - Jacques Castelot, attore francese († 1989)
- 11 luglio - Sven Fahlman, schermidore svedese († 2003)
- 11 luglio - Aníbal Troilo, musicista argentino († 1975)
- 12 luglio - Pasquale Almerico, politico italiano († 1957)
- 12 luglio - Renato Olmi, calciatore italiano († 1985)
- 12 luglio - Luigi Scaccianoce, scenografo italiano († 1981)
- 13 luglio - Annibale Del Mare, scrittore e giornalista italiano († 2011)
- 13 luglio - Sam Hanks, pilota automobilistico statunitense († 1994)
- 13 luglio - Alda Mangini, attrice e cantante italiana († 1954)
- 13 luglio - Gertrud Meyer, ginnasta tedesca († 1999)
- 13 luglio - Franz von Werra, aviatore tedesco († 1941)
- 14 luglio - Enrico Allorio, giurista italiano († 1994)
- 14 luglio - Herb Bonn, cestista statunitense († 1943)
- 14 luglio - Angelo Caimo, calciatore italiano († 1998)
- 14 luglio - Italo Rossi, partigiano italiano († 1944)
- 14 luglio - Anna Tanzini, ginnasta italiana
- 15 luglio - Bira, pilota automobilistico, velista e scultore thailandese († 1985)
- 15 luglio - Aldo Cibaldi, poeta e pedagogo italiano († 1995)
- 15 luglio - John Alexander French, militare australiano († 1942)
- 15 luglio - Josef Miner, pugile tedesco († 1944)
- 16 luglio - Quirico Baccelli, politico italiano († 1966)
- 16 luglio - Mario Faraoni, pittore e scultore italiano († 1989)
- 16 luglio - Viktor Havlicek, allenatore di calcio e calciatore austriaco († 1971)
- 16 luglio - Silvio Leonardi, politico e economista italiano († 1990)
- 16 luglio - August Lešnik, calciatore croato († 1992)
- 16 luglio - Franco Ponzinibio, calciatore argentino († 2004)
- 17 luglio - Umberto Branchini, imprenditore italiano († 1997)
- 17 luglio - Carl Kotchian, dirigente d'azienda statunitense († 2008)
- 17 luglio - James Purdy, scrittore statunitense († 2009)
- 17 luglio - Eleanor Steber, soprano statunitense († 1990)
- 17 luglio - Gino de Giorgi, ammiraglio italiano († 1979)
- 18 luglio - Hjalmar Andresen, calciatore norvegese († 1982)
- 18 luglio - Gino Bartali, ciclista su strada e dirigente sportivo italiano († 2000)
- 18 luglio - Jozef Maria Laurens Theo Cals, politico olandese († 1971)
- 18 luglio - Oscar Heisserer, calciatore e allenatore di calcio francese († 2004)
- 19 luglio - Lou Krugman, attore statunitense († 1992)
- 19 luglio - Hans Maršálek, partigiano austriaco († 2011)
- 19 luglio - César Povolny, calciatore francese
- 19 luglio - Mariano Rossi, calciatore italiano
- 20 luglio - Augusto Baccin, architetto e urbanista italiano († 1998)
- 20 luglio - Giovanni Bonet, militare e aviatore italiano († 1944)
- 20 luglio - Magda Frank, scultrice ungherese († 2010)
- 20 luglio - Herm Schuessler, cestista statunitense († 1997)
- 20 luglio - Ersilio Tonini, cardinale e arcivescovo cattolico italiano († 2013)
- 20 luglio - Hermann Uhde, basso-baritono tedesco († 1965)
- 21 luglio - Philippe Ariès, medievista francese († 1984)
- 21 luglio - Suso Cecchi D'Amico, sceneggiatrice italiana († 2010)
- 21 luglio - Antonio Frova, archeologo italiano († 2007)
- 21 luglio - Pan Jin-yu, taiwanese († 2010)
- 21 luglio - Aleksander Kreek, pesista estone († 1977)
- 22 luglio - Giovanni Bersani, politico italiano († 2014)
- 22 luglio - Hortensia Bussi, first lady cilena († 2009)
- 22 luglio - Lionel Casson, storico e docente statunitense († 2009)
- 22 luglio - Charles Regnier, attore, sceneggiatore e regista tedesco († 2001)
- 23 luglio - Andrea Cucino, generale italiano († 1989)
- 23 luglio - Francesco Ferlaino, magistrato italiano († 1975)
- 23 luglio - Virgil Finlay, disegnatore statunitense († 1971)
- 23 luglio - Guido Focacci, militare, aviatore e partigiano italiano († 2013)
- 23 luglio - Carl Foreman, sceneggiatore, produttore cinematografico e regista statunitense († 1984)
- 23 luglio - Reidar Kvammen, calciatore norvegese († 1998)
- 23 luglio - Evelyn Lambart, regista e animatrice canadese († 1999)
- 23 luglio - Alf Prøysen, scrittore, poeta e cantautore norvegese († 1970)
- 24 luglio - Robert Emhardt, attore statunitense († 1994)
- 24 luglio - Luigi Ferri, giurista italiano († 2008)
- 24 luglio - Pietro Pacifico Gamondi, medico italiano († 1993)
- 24 luglio - Edwin Knox, pallanuotista statunitense († 2004)
- 24 luglio - Walter Kutschmann, militare tedesco († 1986)
- 24 luglio - Riccardo Malipiero, compositore italiano († 2003)
- 24 luglio - Frances Oldham Kelsey, farmacologa canadese († 2015)
- 24 luglio - Frank Silvera, attore statunitense († 1970)
- 25 luglio - Vladimír Bahna, regista, sceneggiatore e drammaturgo slovacco († 1977)
- 25 luglio - Woody Strode, attore statunitense († 1994)
- 26 luglio - Franz Bistricky, pallamanista austriaco († 1975)
- 26 luglio - Cecil Farris Bryant, politico e avvocato statunitense († 2002)
- 26 luglio - Juan Francisco Fresno Larraín, cardinale e arcivescovo cattolico cileno († 2004)
- 26 luglio - Rudolf Jacobs, partigiano e militare tedesco († 1944)
- 26 luglio - Francisco Rodrigues, calciatore portoghese
- 27 luglio - Giuseppe Baldo, calciatore e dirigente sportivo italiano († 2007)
- 27 luglio - Gusti Huber, attrice austriaca († 1993)
- 27 luglio - Klári Tolnay, attrice ungherese († 1998)
- 27 luglio - Miles White, costumista statunitense († 2000)
- 28 luglio - Carmen Dragon, compositore statunitense († 1984)
- 28 luglio - Dino Formaggio, filosofo e critico d'arte italiano († 2008)
- 28 luglio - Joseph T. Gregory, paleontologo statunitense († 2007)
- 28 luglio - Jean Ousset, scrittore francese († 1994)
- 29 luglio - Marcel Bich, nobile e imprenditore italiano († 1994)
- 29 luglio - Irwin Corey, attore, comico e attivista statunitense († 2017)
- 29 luglio - Elena Fiore, attrice italiana († 1983)
- 29 luglio - Vladimiro Lazzarini, ciclista su strada italiano († 2000)
- 29 luglio - Luigi Novarese, presbitero italiano († 1984)
- 29 luglio - Tullio Vecchietti, politico, partigiano e giornalista italiano († 1999)
- 30 luglio - Mario Bava, regista, direttore della fotografia e effettista italiano († 1980)
- 30 luglio - Béatrix Beck, scrittrice belga († 2008)
- 30 luglio - Achille Corona, politico e giornalista italiano († 1979)
- 30 luglio - Rose Coyle, modella statunitense († 1988)
- 30 luglio - Michael Morris Killanin, giornalista, militare e dirigente sportivo irlandese († 1999)
- 30 luglio - Pavlo Ivanovyč Muravs'kyj, compositore, direttore d'orchestra e educatore ucraino († 2014)
- 31 luglio - Bianca Bianchi, insegnante, politica e scrittrice italiana († 2000)
- 31 luglio - Josette Day, attrice francese († 1978)
- 31 luglio - Louis de Funès, attore e comico francese († 1983)
- 31 luglio - Ignacy Ludwik Jeż, vescovo cattolico polacco († 2007)
- 31 luglio - Ubaldo Narducci, calciatore italiano († 1972)
- 31 luglio - Franco Pincelli, calciatore italiano († 1942)
- 31 luglio - Leo Talamonti, giornalista, scrittore e divulgatore scientifico italiano († 1998)
- 31 luglio - Anwar Tawfik, schermidore egiziano
- 31 luglio - Stephen Ullmann, linguista e filologo ungherese († 1976)